# Mary Ivanuš
Mary Ivanuš, slovenska društvena delavka v Združenih državah Amerike, * 31. januar 1903, Soteska pri Moravčah, † 6. september 1990, Cleveland, ZDA.

## Življenje in delo
Ivanuševa je bila med ustanovnimi člani Dramskega društva Ivan Cankar v Clevelandu (1919) v katerem je sodelovala kot organizatorka, igralka, pevka in kostumografka. Napisala je libreto Turjaška Rozamunda, prve slovenske opere v Ameriki, ki jo je uglasbil njen mož John Ivanuš. Bila je tudi med ustanovnimi članicami organizacije Progresivne Slovenke Amerike in 40 let urednica priloge njihovega glasila, najprej v clevelandski Enakopravnosti, po letu 1957 pa v Prosveti, ki je izhajala v Chicagu.